# Starbuck (Battlestar Galactica)
Lt. Starbuck is een personage uit de televisieserie Battlestar Galactica.

## Battlestar Galactica(TOS: 1978)
Lt. Starbuck wordt gespeeld door Dirk Benedict. Het personage werd door producer Glen A. Larson bedacht. In eerste instantie was er twijfel over de rol en de geschiktheid van Benedict als vertolker daarvan. Starbuck werd uiteindelijk een erg populair karakter in de serie.

## Battlestar Galactica(RDM: 2003, 2004–)
In de nieuwe Battlestar Galactica is Starbuck een vrouwelijke piloot en wordt ze gespeeld door Katee Sackhoff. Een gelijkenis die toch nog wordt doorgetrokken is de sigaar: zowel de 'oude' als de 'nieuwe' Starbuck lopen vaak met een sigaar in de mond.
Het personage van Starbuck wordt in deze serie verder uitgediept dan in de originele serie. Niet alleen heeft Starbuck een echte naam (Kara Thrace), ze heeft ook emotionele problemen, zoals iedereen. Zo is ze bijvoorbeeld haar verloofde kwijt geraakt nadat die gecrasht was in zijn Viper, iets wat ze trouwens ook zichzelf verwijt.